# ホープフルステークス (中央競馬)
ホープフルステークスは、日本中央競馬会（JRA）が中山競馬場で施行する中央競馬の重賞競走（GI）である。
競走名の「ホープフル (Hopeful)」は、英語で「希望に満ちた」「望みを持つ」という意味。
正賞は日本馬主協会連合会会長賞。

## 概要
1984年に創設された「ラジオたんぱ杯3歳牝馬ステークス（ラジオたんぱはいさんさいひんばステークス）」を前身としている。競走名はその後1991年より「ラジオたんぱ杯3歳ステークス（ラジオたんぱはいさんさいステークス）」、2001年より「ラジオたんぱ杯2歳ステークス（ラジオたんぱはいにさいステークス）」、2006年より「ラジオNIKKEI杯2歳ステークス（ラジオにっけいはいにさいステークス）」と変遷を経てきた（後述）。本記事では同名で実施されていたオープン特別競走についても述べる。
近年の日本競馬においては2歳馬競走の開始時期の早期化に加え競走距離が多様化しており、特に中距離競走の充実ぶりが顕著になっていることから、2013年まで阪神競馬場の芝2000mで施行していたGIIIのラジオNIKKEI杯2歳ステークスを2014年より中山競馬場の芝2000mに変更のうえ、2歳中距離路線の頂点となる競走に位置づけてGIIに昇格した。
2017年1月、前年より日本グレード格付け管理委員会、並びにアジアパターン委員会へ行っていた格付昇格の申請が承認され、同年度よりGIとして施行されることになった。従前よりJRAにおける2歳馬限定のGI競走は12月に2レース施行されていたが、これによりJRAの2歳GI戦は芝コースでの競走が12月に3レース集中する格好となった。これにより、有馬記念が12月28日と重なる場合を除き、年内最終日の12月28日に開催日を固定して行われることになった。
発走時刻の関係で、2022年までの本競走は15時25分発走と第三場（中京）開催のチャンピオンズカップ（15時30分）より早い時間に発走していた。中山競馬場の馬場照明設備の増設に伴い、2023年からは一般的な主場でのGI競走と同等の15時40分発走に繰り下げられる。

### 競走条件
以下の内容は、2024年現在のもの。
出走資格：サラ系2歳牡馬・牝馬（出走可能頭数：最大18頭）
- JRA所属馬
- 地方競馬所属馬（後述）
- 外国調教馬（優先出走）

負担重量：馬齢（牡56kg、牝55kg）

#### 地方競馬所属馬の出走権
地方競馬所属馬は、同年に行われる下表の競走のいずれかで2着以内に入着すると、本競走の優先出走権が与えられる。
| 競走名                      | 格   | 競馬場     | 距離    |
| --------------------------- | ---- | ---------- | ------- |
| 東京スポーツ杯2歳ステークス | GII  | 東京競馬場 | 芝1800m |
| 京都2歳ステークス           | GIII | 京都競馬場 | 芝2000m |

上記以外の中央競馬で施行する芝の2歳重賞で1着となった地方競馬所属馬も出走申込ができ、2021年以前は他の中央競馬所属馬と同じ条件で選出、2022年以降は優先出走権が与えられる。

### 賞金
2024年の1着賞金は7000万円で、以下2着2800万円、3着1800万円、4着1100万円、5着700万円。

## 歴史

### 東西の「3歳牝馬ステークス」
1984年に、「ラジオたんぱ杯3歳牝馬ステークス」の名称で創設。桜花賞と同じく、阪神競馬場の芝1600mで行われていた。
当時は3歳（現2歳）馬の重賞で最高格のGI競走として、関東に「朝日杯3歳ステークス（現：朝日杯フューチュリティステークス）」、関西に「阪神3歳ステークス（現：阪神ジュベナイルフィリーズ）」があり、3歳馬は概ねその所属に応じて関東・関西に分かれて頂点を争っていた。この両競走は牡馬・牝馬の区別なく出走できたが、牝馬がこれに勝つというのはそう多いことではなかった。
1984年にグレード制が導入されるのにあわせて、3歳牝馬限定の重賞が関東と関西に整備された。関東に創設されたのが「テレビ東京賞3歳牝馬ステークス（現・フェアリーステークス）」、関西に創設されたのが「ラジオたんぱ杯3歳牝馬ステークス」である。当時、両競走はしばしばスポンサー冠を省略して「3歳牝馬ステークス」と呼ばれていたが、どちらも同じ名称になるため、「3歳牝馬ステークス（東）」「3歳牝馬ステークス（西）」のように表記されていた。

### 1991年の再編・牡馬戦化と距離延長
1991年に3歳重賞路線の大きな変更が行われ、従来の東西別のチャンピオン路線をやめ、牡馬と牝馬の路線の区別化が図られることになった。
これにより、朝日杯3歳ステークスは牡馬・騸馬のチャンピオン決定戦、阪神3歳ステークスは「阪神3歳牝馬ステークス」と改称し、牝馬のチャンピオン決定戦として位置づけられた。
本競走も従来の牝馬限定戦から大転換し、牡馬・騸馬限定戦に変更。距離も延長されて2000mになり、競走名は「ラジオたんぱ杯3歳ステークス」に改められた。

### レース名の変遷
2001年から馬齢表記の国際基準への変更により従来の3歳馬は2歳馬となったため、競走名も「ラジオたんぱ杯2歳ステークス」と改められた。
寄贈賞を提供してきた日本短波放送が、2004年に愛称「ラジオたんぱ」を「ラジオNIKKEI」に変更したことを受け、レース名も2006年から「ラジオNIKKEI杯2歳ステークス」に変更した。

### 2014年の2歳戦改革
2014年から2歳戦の中距離路線の拡充が行われることになり、本重賞は中山競馬場に移転するとともに名称が「ホープフルステークス」に改められることになった。同時に、それまで中山競馬場で施行されていた朝日杯フューチュリティステークスが阪神競馬場に移設された。この時JRA本部競走部では、本競走がGIに昇格した暁には、2歳牡馬が出走可能なGI競走が東西で一つずつ行われるようになるという将来を見据えていた。
この変更が発表された当初は、従来の「ラジオNIKKEI杯2歳ステークス」の格付を継承したGIIIとされていたが、のちにGII格付を得たことが発表された。

なお、日経ラジオ社の寄贈杯は、同時に重賞に昇格した11月京都開催の『ラジオNIKKEI杯京都2歳ステークス』に振り替えられることとなった。

### 出走条件の変遷
上述のように、当初牝馬限定戦で行われていたが、1991年以降は牡馬・騸馬の限定戦となって出走条件が一変している。その後2000年からは牝馬も出走可能となり、「ホープフルステークス」に改称された2014年からは騸馬の出走ができなくなった。
そのほかの変更では、1993年からは混合競走（外国産馬の出走が可能）、1996年から特別指定交流競走（JRAに認定された地方競馬所属馬の出走が可能）、2010年からは国際競走（外国調教馬の出走が可能）となった。

### GIに昇格

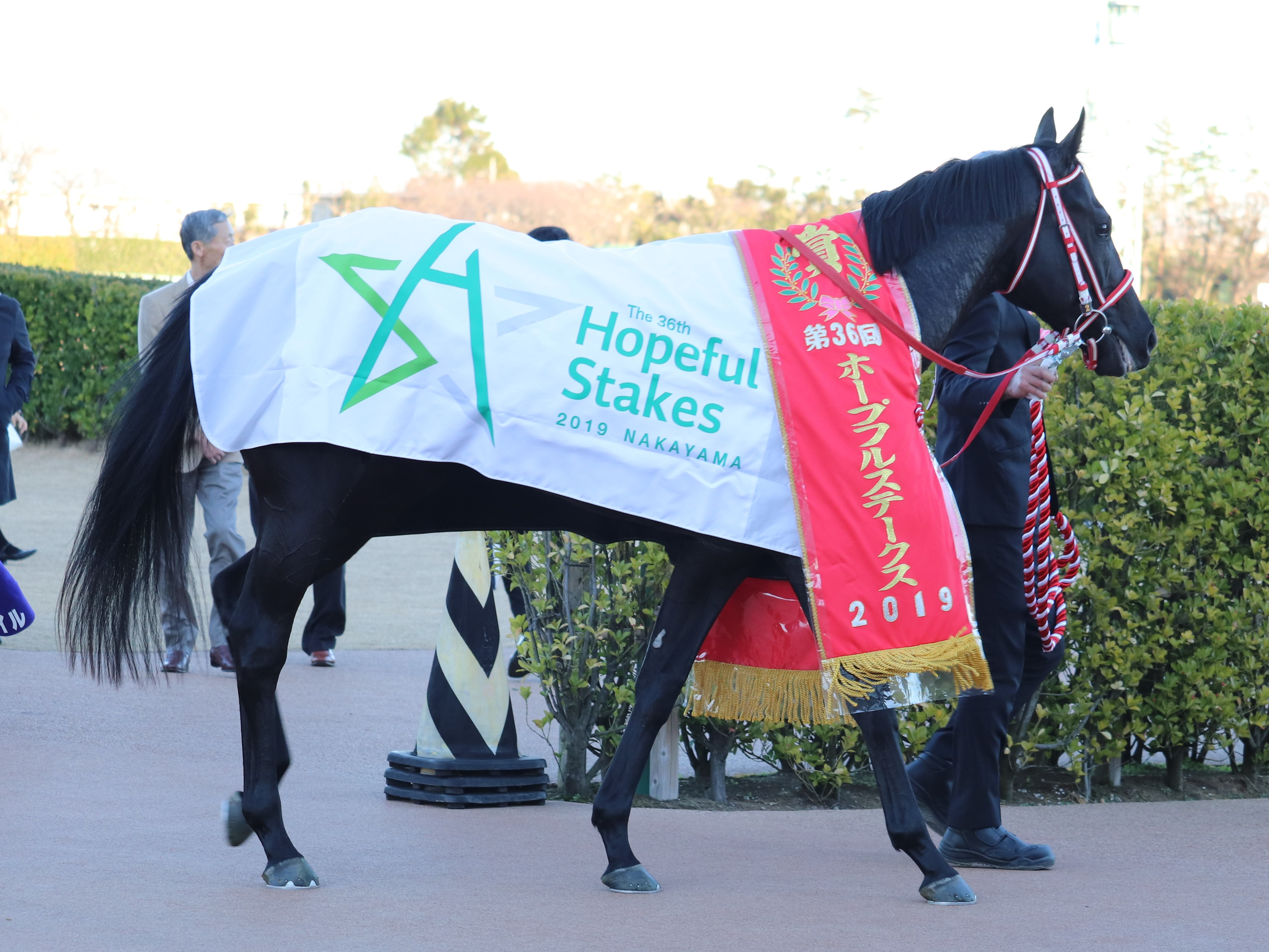
優勝馬服とレイを着用したコントレイル
（2019年12月28日、中山競馬場）

2017年にGIに昇格以降は、原則として12月28日に開催されることが多く「年内最後に行われる中央競馬のGI競走」となっている。
但し、12月28日が日曜日である場合は有馬記念がメインレースとなるため、この場合には12月27日の土曜日（同日は「ダブルメインレース」として、中山大障害=J・GIも並列開催）として開催される事例がある（直近では2025年が該当）。また2020年は12月28日が月曜日であったが、12月27日日曜日が当該年度の中央競馬における最終開催日、かつ有馬記念の開催日となり、その前日の12月26日土曜日に行われた例もあるため、厳密な意味では「日付固定」ではない。なお、日本の地方競馬では唯一国際格付け認定（国際GI）を受けている東京大賞典が12月29日に行われるため、日本のGI競走としてはこちらが年内最後となる。

### 年表
- 1984年 - 3歳牝馬限定の重賞（GIII[注 9]）「ラジオたんぱ杯3歳牝馬ステークス」の名称で創設、阪神競馬場の芝1600mで施行。
- 1991年
  - 競走条件を「3歳牡馬・騸馬」に変更。
  - 名称を「ラジオたんぱ杯3歳ステークス」に変更。
  - 施行距離を芝2000mに変更。
- 1993年 - 混合競走に指定。
- 1996年 - 中央競馬特別指定交流競走に指定され、地方競馬所属馬が出走可能となる[16]。
- 2000年 - 競走条件を「3歳」に変更。
- 2001年
  - 馬齢表記を国際基準へ変更したことに伴い、競走条件を「2歳」に変更。
  - 名称を「ラジオたんぱ杯2歳ステークス」に変更。
- 2002年 - 地方競馬所属馬の出走枠が3頭に拡大[16]。
- 2006年 - 名称を「ラジオNIKKEI杯2歳ステークス」に変更。
- 2007年 - 日本のパートI国昇格に伴い、格付表記をJpnIIIに変更。
- 2010年
  - 国際競走に指定され、外国調教馬が出走可能となる。
  - 格付表記をGIII（国際格付）に変更。
- 2014年
  - 名称を「ホープフルステークス」に変更。
  - 施行場を中山競馬場に変更。
  - GIIに昇格。
  - 競走条件を「2歳牡馬・牝馬」に変更。
- 2017年 - GIに昇格[4][17]。

## 歴代優勝馬
コース種別の表記がない距離は、芝コースを表す。
優勝馬の馬齢は、2000年以前も現行表記に揃えている。
競走名は第1回から第7回まで「ラジオたんぱ杯3歳牝馬ステークス」、第8回から第17回まで「ラジオたんぱ杯3歳ステークス」、第18回から第22回まで「ラジオたんぱ杯2歳ステークス」、第23回から第30回まで「ラジオNIKKEI杯2歳ステークス」。第34回以降はGI。
| 回数   | 年月日         | 競馬場 | 距離  | 優勝馬             | 性齢 | 所属   | タイム | 騎手           | 管理調教師 | 馬主                           | 単勝オッズ | 単勝人気 | 1着本賞金 |
| ------ | -------------- | ------ | ----- | ------------------ | ---- | ------ | ------ | -------------- | ---------- | ------------------------------ | ---------- | -------- | --------- |
| 第1回  | 1984年12月9日  | 阪神   | 1600m | ニホンピロビッキー | 牝2  | JRA    | 1:35.9 | 河内洋         | 田中耕太郎 | 小林百太郎                     | 2.3        | 1        | 2300万円  |
| 第2回  | 1985年12月8日  | 阪神   | 1600m | ダイナカンパリー   | 牝2  | JRA    | 1:37.1 | 樋口弘         | 浜田光正   | （有）社台レースホース         | 12.5       | 4        | 2300万円  |
| 第3回  | 1986年12月7日  | 阪神   | 1600m | ドウカンジョー     | 牝2  | JRA    | 1:35.5 | 田島信行       | 池江泰郎   | 新井興業（株）                 | 9.2        | 4        | 2300万円  |
| 第4回  | 1987年12月13日 | 阪神   | 1600m | プリンセススキー   | 牝2  | JRA    | 1:36.6 | 田島良保       | 田中耕太郎 | 奥村清晴                       | 46.0       | 10       | 2400万円  |
| 第5回  | 1988年12月11日 | 阪神   | 1600m | タニノターゲット   | 牝2  | JRA    | 1:36.1 | 小島貞博       | 戸山為夫   | 谷水雄三                       | 6.5        | 3        | 2600万円  |
| 第6回  | 1989年12月10日 | 阪神   | 1600m | レガシーワイス     | 牝2  | JRA    | 1:35.8 | 武豊           | 坂口正大   | （株）ホースタジマ             | 3.6        | 1        | 2800万円  |
| 第7回  | 1990年12月22日 | 京都   | 1600m | イソノルーブル     | 牝2  | JRA    | 1:35.0 | 五十嵐忠男     | 清水久雄   | 磯野俊雄                       | 19.1       | 8        | 2900万円  |
| 第8回  | 1991年12月21日 | 阪神   | 2000m | ノーザンコンダクト | 牡2  | JRA    | 2:05.9 | 藤田伸二       | 伊藤修司   | （有）社台レースホース         | 2.0        | 1        | 3000万円  |
| 第9回  | 1992年12月26日 | 阪神   | 2000m | ナリタタイシン     | 牡2  | JRA    | 2:05.8 | 清水英次       | 大久保正陽 | 山路秀則                       | 16.3       | 5        | 3200万円  |
| 第10回 | 1993年12月25日 | 阪神   | 2000m | ナムラコクオー     | 牡2  | JRA    | 2:05.7 | 上村洋行       | 野村彰彦   | 奈村信重                       | 18.8       | 6        | 3200万円  |
| 第11回 | 1994年12月24日 | 阪神   | 2000m | タヤスツヨシ       | 牡2  | JRA    | 2:03.4 | 小島貞博       | 鶴留明雄   | 横瀬寛一                       | 2.7        | 2        | 3200万円  |
| 第12回 | 1995年12月23日 | 阪神   | 2000m | ロイヤルタッチ     | 牡2  | JRA    | 2:02.7 | O.ペリエ       | 伊藤雄二   | 太田美實                       | 9.4        | 4        | 3200万円  |
| 第13回 | 1996年12月21日 | 阪神   | 2000m | メジロブライト     | 牡2  | JRA    | 2:03.1 | 松永幹夫       | 浅見国一   | （有）メジロ牧場               | 3.9        | 2        | 3200万円  |
| 第14回 | 1997年12月20日 | 阪神   | 2000m | ロードアックス     | 牡2  | JRA    | 2:03.8 | 岡部幸雄       | 藤沢和雄   | （株）ロードホースクラブ       | 3.5        | 2        | 3200万円  |
| 第15回 | 1998年12月26日 | 阪神   | 2000m | アドマイヤベガ     | 牡2  | JRA    | 2:04.1 | 武豊           | 橋田満     | 近藤利一                       | 2.1        | 1        | 3200万円  |
| 第16回 | 1999年12月25日 | 阪神   | 2000m | ラガーレグルス     | 牡2  | JRA    | 2:03.7 | 佐藤哲三       | 大久保正陽 | 奥村啓二                       | 4.2        | 2        | 3200万円  |
| 第17回 | 2000年12月23日 | 阪神   | 2000m | アグネスタキオン   | 牡2  | JRA    | 2:00.8 | 河内洋         | 長浜博之   | 渡辺孝男                       | 4.5        | 2        | 3200万円  |
| 第18回 | 2001年12月22日 | 阪神   | 2000m | メガスターダム     | 牡2  | JRA    | 2:03.4 | 渡辺薫彦       | 山本正司   | （有）ノースヒルズマネジメント | 50.3       | 6        | 3200万円  |
| 第19回 | 2002年12月21日 | 阪神   | 2000m | ザッツザプレンティ | 牡2  | JRA    | 2:04.5 | 河内洋         | 橋口弘次郎 | （有）社台レースホース         | 5.2        | 2        | 3200万円  |
| 第20回 | 2003年12月27日 | 阪神   | 2000m | コスモバルク       | 牡2  | 北海道 | 2:01.6 | 五十嵐冬樹     | 田部和則   | 岡田美佐子                     | 9.0        | 4        | 3200万円  |
| 第21回 | 2004年12月25日 | 阪神   | 2000m | ヴァーミリアン     | 牡2  | JRA    | 2:03.5 | 武豊           | 石坂正     | （有）サンデーレーシング       | 4.5        | 2        | 3200万円  |
| 第22回 | 2005年12月24日 | 阪神   | 2000m | サクラメガワンダー | 牡2  | JRA    | 2:01.9 | 安藤勝己       | 友道康夫   | （株）さくらコマース           | 3.7        | 2        | 3200万円  |
| 第23回 | 2006年12月23日 | 阪神   | 2000m | フサイチホウオー   | 牡2  | JRA    | 2:02.1 | 安藤勝己       | 松田国英   | 関口房朗                       | 1.8        | 1        | 3200万円  |
| 第24回 | 2007年12月22日 | 阪神   | 2000m | サブジェクト       | 牡2  | JRA    | 2:07.0 | O.ペリエ       | 池江泰郎   | （有）ノースヒルズマネジメント | 7.3        | 4        | 3200万円  |
| 第25回 | 2008年12月27日 | 阪神   | 2000m | ロジユニヴァース   | 牡2  | JRA    | 2:01.7 | 横山典弘       | 萩原清     | 久米田正明                     | 5.8        | 2        | 3200万円  |
| 第26回 | 2009年12月26日 | 阪神   | 2000m | ヴィクトワールピサ | 牡2  | JRA    | 2:01.3 | 武豊           | 角居勝彦   | 市川義美                       | 1.6        | 1        | 3200万円  |
| 第27回 | 2010年12月25日 | 阪神   | 2000m | ダノンバラード     | 牡2  | JRA    | 2:02.2 | 武豊           | 池江泰郎   | （株）ダノックス               | 6.9        | 4        | 3200万円  |
| 第28回 | 2011年12月24日 | 阪神   | 2000m | アダムスピーク     | 牡2  | JRA    | 2:02.4 | C.ルメール     | 石坂正     | （有）キャロットファーム       | 10.0       | 4        | 3200万円  |
| 第29回 | 2012年12月22日 | 阪神   | 2000m | エピファネイア     | 牡2  | JRA    | 2:05.4 | 福永祐一       | 角居勝彦   | （有）キャロットファーム       | 1.9        | 1        | 3200万円  |
| 第30回 | 2013年12月21日 | 阪神   | 2000m | ワンアンドオンリー | 牡2  | JRA    | 2:04.3 | C.ルメール     | 橋口弘次郎 | 前田幸治                       | 13.7       | 7        | 3200万円  |
| 第31回 | 2014年12月28日 | 中山   | 2000m | シャイニングレイ   | 牡2  | JRA    | 2:01.9 | 川田将雅       | 高野友和   | （有）キャロットファーム       | 4.5        | 2        | 6500万円  |
| 第32回 | 2015年12月27日 | 中山   | 2000m | ハートレー         | 牡2  | JRA    | 2:01.8 | H.ボウマン     | 手塚貴久   | （有）サンデーレーシング       | 7.4        | 3        | 6500万円  |
| 第33回 | 2016年12月25日 | 中山   | 2000m | レイデオロ         | 牡2  | JRA    | 2:01.3 | C.ルメール     | 藤沢和雄   | （有）キャロットファーム       | 1.5        | 1        | 6700万円  |
| 第34回 | 2017年12月28日 | 中山   | 2000m | タイムフライヤー   | 牡2  | JRA    | 2:01.4 | C.デムーロ     | 松田国英   | （有）サンデーレーシング       | 4.2        | 1        | 7000万円  |
| 第35回 | 2018年12月28日 | 中山   | 2000m | サートゥルナーリア | 牡2  | JRA    | 2:01.6 | M.デムーロ     | 中竹和也   | （有）キャロットファーム       | 1.8        | 1        | 7000万円  |
| 第36回 | 2019年12月28日 | 中山   | 2000m | コントレイル       | 牡2  | JRA    | 2:01.4 | 福永祐一       | 矢作芳人   | 前田晋二                       | 2.0        | 1        | 7000万円  |
| 第37回 | 2020年12月26日 | 中山   | 2000m | ダノンザキッド     | 牡2  | JRA    | 2:02.8 | 川田将雅       | 安田隆行   | （株）ダノックス               | 2.1        | 1        | 7000万円  |
| 第38回 | 2021年12月28日 | 中山   | 2000m | キラーアビリティ   | 牡2  | JRA    | 2:00.6 | 横山武史       | 斉藤崇史   | （有）キャロットファーム       | 3.1        | 2        | 7000万円  |
| 第39回 | 2022年12月28日 | 中山   | 2000m | ドゥラエレーデ     | 牡2  | JRA    | 2:01.5 | B.ムルザバエフ | 池添学     | （株）スリーエイチレーシング   | 90.6       | 14       | 7000万円  |
| 第40回 | 2023年12月28日 | 中山   | 2000m | レガレイラ         | 牝2  | JRA    | 2:00.2 | C.ルメール     | 木村哲也   | （有）サンデーレーシング       | 3.1        | 1        | 7000万円  |
| 第41回 | 2024年12月28日 | 中山   | 2000m | クロワデュノール   | 牡2  | JRA    | 2:00.5 | 北村友一       | 斉藤崇史   | （有）サンデーレーシング       | 1.8        | 1        | 7000万円  |

## 当レースの記録
- レースレコード - 2:00.2（第40回優勝馬レガレイラ）
  - 優勝タイム最遅記録 - 2:07.0（第24回優勝馬サブジェクト）[25]
- 最多優勝騎手 - 5勝
  - 武豊（第6回・第15回・第21回・第26回・第27回）[26]
- 最多優勝調教師 - 3勝
  - 池江泰郎（第3回・第24回・第27回）
- 最多優勝馬主 - 6勝
  - （有）キャロットファーム（第28回・第29回・第31回・第33回・第35回・第38回）[27]
- 最多勝利種牡馬 - 6勝
  - ディープインパクト（第27回・第28回・第31回・第32回・第36回・第38回）[28]
- 兄弟制覇
  - エピファネイア・サートゥルナーリア（シーザリオ産駒）

## 同名の競走
中山競馬場では1988年から2013年まで、2歳（旧3歳）オープンの特別競走として同名の競走が行われていた。ただし、JRAではこれを前身としていない（中央競馬のオープン特別競走も参照）。

### 優勝馬
コース種別の表記がない距離は、芝コースを表す。
優勝馬の馬齢は、現行表記に揃えている。
| 施行日         | 競馬場 | 距離  | 優勝馬             | 性齢 | タイム | 騎手             | 管理調教師 | 馬主                                 |
| -------------- | ------ | ----- | ------------------ | ---- | ------ | ---------------- | ---------- | ------------------------------------ |
| 1988年12月25日 | 中山   | 2000m | ワンダーナルビー   | 牡2  | 2:04.4 | 南井克巳         | 久恒久夫   | 小畑安雄                             |
| 1989年12月24日 | 中山   | 2000m | プリミエール       | 牡2  | 2:03.8 | 杉浦宏昭         | 二本柳俊夫 | 佐伯一郎次                           |
| 1990年12月23日 | 中山   | 2000m | サクラヤマトオー   | 牡2  | 2:02.7 | 小島太           | 境勝太郎   | （株）さくらコマース                 |
| 1991年12月22日 | 中山   | 2000m | タケデンジュニア   | 牡2  | 2:04.1 | 蛯沢誠治         | 秋山史郎   | 武市進吾                             |
| 1992年12月27日 | 中山   | 2000m | ウイニングチケット | 牡2  | 2:02.3 | 柴田政人         | 伊藤雄二   | 太田美實                             |
| 1993年12月26日 | 中山   | 2000m | エアチャリオット   | 牡2  | 2:02.1 | 横山典弘         | 伊藤正徳   | 吉原貞敏                             |
| 1994年12月25日 | 中山   | 2000m | マイネルブリッジ   | 牡2  | 2:02.3 | 田中勝春         | 伊藤正徳   | （株）サラブレッドクラブ・ラフィアン |
| 1995年12月24日 | 中山   | 2000m | メイショウヤエガキ | 牝2  | 2:03.6 | 岡部幸雄         | 伊藤雄二   | 松本好雄                             |
| 1996年12月22日 | 中山   | 2000m | エアガッツ         | 牡2  | 2:04.9 | 横山典弘         | 栗田博憲   | 吉原毎文                             |
| 1997年12月21日 | 中山   | 2000m | ショウナンハピネス | 牝2  | 2:04.5 | 吉田豊           | 大久保洋吉 | 国本哲秀                             |
| 1998年12月27日 | 中山   | 2000m | トウカイダンディー | 牡2  | 2:03.4 | 後藤浩輝         | 後藤由之   | 内村正則                             |
| 1999年12月26日 | 中山   | 2000m | エアシャカール     | 牡2  | 2:05.9 | 武豊             | 森秀行     | （株）ラッキーフィールド             |
| 2000年12月24日 | 中山   | 2000m | スイートゥンビター | 牡2  | 2:04.2 | 後藤浩輝         | 松山康久   | 臼田浩義                             |
| 2001年12月23日 | 中山   | 2000m | タイガーカフェ     | 牡2  | 2:01.7 | M.デムーロ       | 小島太     | 西川清                               |
| 2002年12月22日 | 中山   | 2000m | マイネヌーヴェル   | 牝2  | 2:04.6 | 横山典弘         | 稲葉隆一   | （株）サラブレッドクラブ・ラフィアン |
| 2003年12月28日 | 中山   | 2000m | エアシェイディ     | 牡2  | 2:02.1 | O.ペリエ         | 伊藤正徳   | （株）ラッキーフィールド             |
| 2004年12月26日 | 中山   | 2000m | エキゾーストノート | 牡2  | 2:02.6 | 安藤勝己         | 角居勝彦   | （有）キャロットファーム             |
| 2005年12月25日 | 中山   | 2000m | ニシノアンサー     | 牡2  | 2:03.6 | 横山典弘         | 奥平真治   | 西山茂行                             |
| 2006年12月24日 | 中山   | 2000m | ニュービギニング   | 牡2  | 2:01.1 | 武豊             | 池江泰郎   | 金子真人ホールディングス（株）       |
| 2007年12月23日 | 中山   | 2000m | マイネルチャールズ | 牡2  | 2:03.9 | 松岡正海         | 稲葉隆一   | （株）サラブレッドクラブ・ラフィアン |
| 2008年12月28日 | 中山   | 2000m | トーセンジョーダン | 牡2  | 2:00.4 | O.ペリエ         | 池江泰寿   | 島川隆哉                             |
| 2009年12月27日 | 中山   | 2000m | アリゼオ           | 牡2  | 2:02.2 | C.ルメール       | 堀宣行     | （有）社台レースホース               |
| 2010年12月26日 | 中山   | 2000m | ベルシャザール     | 牡2  | 2:00.4 | C.ルメール       | 松田国英   | （有）社台レースホース               |
| 2011年12月25日 | 中山   | 2000m | アドマイヤブルー   | 牡2  | 2:01.4 | I.メンディザバル | 橋田満     | 近藤利一                             |
| 2012年12月23日 | 中山   | 2000m | サトノネプチューン | 牡2  | 2:01.6 | R.ムーア         | 堀宣行     | 里見治                               |
| 2013年12月22日 | 中山   | 2000m | エアアンセム       | 牡2  | 2:02.0 | C.ルメール       | 伊藤正徳   | （株）ラッキーフィールド             |

出典：netkeiba.com
- 1988年、1989年、1990年、1991年、1992年、1993年、1994年、1995年、1996年、1997年、1998年、1999年、2000年、2001年、2002年、2003年、2004年、2005年、2006年、2007年、2008年、2009年、2010年、2011年、2012年、2013年、